# Anne Alaphilippe
Pour les articles homonymes, voir Alaphilippe.
Pas d'image ? Cliquez ici

a Compétitions nationales et continentales officielles uniquement.

b Matchs officiels uniquement.
Anne Alaphilippe, née le 28 décembre 1965, est une joueuse internationale française de rugby à XV, de 1,73 m pour 68 kg, capitaine de l'équipe de France qui a notamment joué aux Pachys d'Herm.
Elle exerce la profession de vétérinaire.

## Biographie
Jouant au poste de Troisième ligne, Anne Alaphilippe est membre et capitaine de l'équipe de France.

## Palmarès
- Sélectionnée en équipe de France à 43 reprises.
- Vainqueur du Trophée européen en 1999 et 2000.
- Vainqueur du Tournoi des Six Nations en 2002.
- Participation à la Coupe du monde en 1998.
- Participation au Tournoi des Cinq Nations en 1999, 2000 et 2001.